# Coppa della Federazione calcistica dell'Asia meridionale 2013
La Coppa della federazione calcistica dell'Asia meridionale 2013, chiamata ufficialmente Karbonn SAFF Championship 2013,oppure SAFF Cup 2013, è stata la 12ª edizione di questo torneo di calcio continentale per squadre nazionali maggiori maschili organizzato dalla SAFF.
Si è svolto in Nepal dal 31 agosto all' 11 settembre 2013.

## Squadre partecipanti
- Afghanistan
- Bangladesh
- Bhutan
- India
- Maldive
- Nepal
- Pakistan
- Sri Lanka

## Fase a gruppi

### Gruppo A
| Squadra    | Pti | G | V | Pa | Pe | GF | GS | DR |
| ---------- | --- | - | - | -- | -- | -- | -- | -- |
| Nepal      | 7   | 3 | 2 | 1  | 0  | 5  | 2  | +3 |
| India      | 4   | 3 | 1 | 1  | 1  | 3  | 3  | 0  |
| Pakistan   | 4   | 3 | 1 | 1  | 1  | 3  | 3  | 0  |
| Bangladesh | 1   | 3 | 0 | 1  | 2  | 2  | 5  | -3 |

| Arbitro: | Adham Makhadmeh |

|                       |           |  |
| Gurung 18’ Khawas 31’ | Marcatori |  |

| Arbitro: | Hettikamkanamge Perera |

|  |           |                  |
|  | Marcatori | 14’ (aut.) Ishaq |

| Arbitro: | Hettikamkanamge Perera |

|               |           |           |
| Chhetri 90+5’ | Marcatori | 82’ Meshu |

| Arbitro: | Saleh Al Hethlol |

|             |           |            |
| Magar 90+2’ | Marcatori | 14’ Bashir |

| Arbitro: | Adham Makhadmeh |

|                    |           |             |
| Gurung 70’ Rai 81’ | Marcatori | 90+2’ Singh |

| Arbitro: | Saleh Al Hethlol |

|           |           |                       |
| Ameli 30’ | Marcatori | 36’ Ishaq 90+2’ Ullah |

### Gruppo B
| Squadra     | Pti | G | V | Pa | Pe | GF | GS | DR  |
| ----------- | --- | - | - | -- | -- | -- | -- | --- |
| Maldive     | 7   | 3 | 2 | 1  | 0  | 18 | 2  | +16 |
| Afghanistan | 7   | 3 | 2 | 1  | 0  | 6  | 1  | +5  |
| Sri Lanka   | 3   | 3 | 1 | 0  | 2  | 6  | 15 | -9  |
| Bhutan      | 0   | 3 | 0 | 0  | 3  | 4  | 16 | -12 |

| Arbitro: | Sudish Pandey |

|                                    |           |  |
| Amiri 37’ Azadzoy 76’ Barakzai 88’ | Marcatori |  |

| Arbitro: | Pratap Singh |

|                                                                                          |           |  |
| Abdulla 5’ Ashfaq 21’ (rig.) 45’ (rig.) 51’, 53’ 58’, 87’ Adhuham 75’ Fasir 83’ Umar 86’ | Marcatori |  |

| Arbitro: | Sudish Pandey |

|                  |           |                                 |
| Fazaluzzaman 36’ | Marcatori | 62’ Rafi 76’ Amiri 87’ Barakzai |

| Arbitro: | Tayeb Shamsuzzaman |

|                            |           |                                                              |
| Tshering 25’ Gyeltshen 36’ | Marcatori | 16’, 69’ Fasir 45+3’ Umair 48’, 51’ 76’, 79’ Ashfaq 81’ Umar |

| Katmandu 6 settembre 2013 | Afghanistan        | 0 – 0 | Maldive | Dasarath Rangasala Stadium\| Arbitro: \| Tayeb Shamsuzzaman \| |
| Arbitro:                  | Tayeb Shamsuzzaman |       |         |                                                                |

| Arbitro: | Pratap Singh |

|                         |           |                                               |
| Tshering 45’ Tenzin 54’ | Marcatori | 19’, 26’ 50’, 90+3’ Izzadeen 32’ (aut.) Dorij |

## Fase a eliminazione diretta

### Tabellone
|  | Semifinali  | Semifinali  | Semifinali |       |             | Finale      | Finale | Finale |  |
|  |             |             |            |       |             |             |        |        |  |
|  | Nepal       | Nepal       | 0          |       |             |             |        |        |  |
|  | Nepal       | Nepal       | 0          |       |             |             |        |        |  |
|  | Afghanistan | Afghanistan | 1          |       |             |             |        |        |  |
|  | Afghanistan | Afghanistan | 1          |       | Afghanistan | Afghanistan | 2      |        |  |
|  |             |             |            |       | Afghanistan | Afghanistan | 2      |        |  |
|  |             |             | India      | India | 0           |             |        |        |  |
|  | Maldive     | Maldive     | India      | India | 0           | 0           |        |        |  |
|  | Maldive     | Maldive     |            |       |             |             |        |        |  |
|  | India       | India       | 1          |       |             |             |        |        |  |

### Semifinali
| Arbitro: | Saleh Al Hethlol |

|  |           |             |
|  | Marcatori | 11’ Sandjar |

| Arbitro: | Adham Makhadmeh |

|  |           |            |
|  | Marcatori | 87’ Mondal |

### Finale
| Arbitro: | Tayeb Shamsuzzaman |

|                        |           |  |
| Azadzoy 9’ Sandjar 62’ | Marcatori |  |

AFGHANISTAN
(1º titolo)